# Concert de Brandenburg núm. 3
El Concert de Brandenburg núm. 3, BWV 1048, és el tercer dels sis Concerts de Brandenburg compostos per Johann Sebastian Bach el 1721 i dedicats al marcgravi Ludwig de Brandenburg.

## Instruments
Tot al contrari que l'anterior, en el tercer Concert de Brandenburg no hi destaca cap solista sinó que és la massa del conjunt la que actua solidàriament, com una màquina de precisió, dividida en tres engranatges de tres instruments cada un: tres violins, tres violes i tres violoncels que evolucionen sustentats pel baix continu.
El mateix Bach ens fa la presentació en cada un dels seus concerts: À 3 Violini, 3 Viole è 3 Violoncelli col Basso per il Cembalo.

## Estructura
1. (Allegro)
2. Andante
3. Allegro

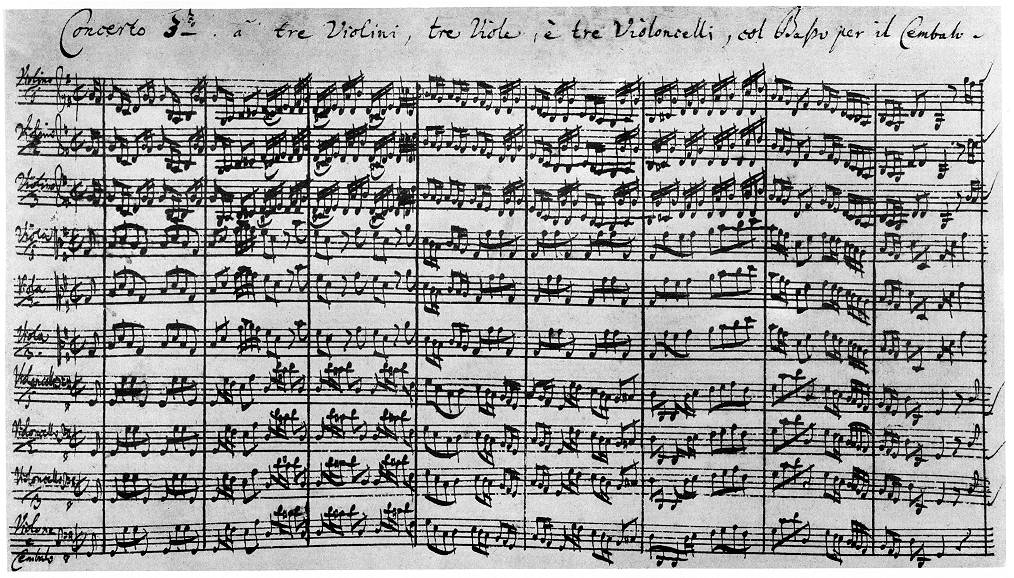
Autògraf del 1r moviment del Concert de Brandenburg núm. 3

El primer moviment ha esdevingut cèlebre. Carregat de potència, avança inexorable sense caure ni un instant en la monotonia. L'esdevenir de la massa és interromput de tant en tant per moments en què destaca algun dels tres grups. Posseeix un fort caràcter sumptuós i solemne, a vegades fins i tot amenaçant. Tal com passa tantes vegades, sembla com si Bach ens fes veure que, si ho desitgés, podria mantenir aquest moviment en marxa indefinidament, sense veure's mai abocat a un carreró sense sortida. Anys més tard, Bach també reutilitzarà aquesta peça: Li afegirà tres oboès i dos Corni da Caccia i el convertirà en la simfonia inicial de la cantata BWV 174.
El segon moviment no existeix. On hi hauria d'haver l'habitual temps lent, Bach solament hi situa un breu compàs amb dos densos acords que ens condueixen de la tonalitat principal de sol major a la de mi menor. Alguns creuen que Bach vol distreure una mica l'oïda de l'obsessiva tonalitat (sol major) que ha dominat el primer moviment i que també dominarà el segon. Molt probablement el que passa és que aquí Bach espera que l'orquestra realitzi algun tipus de breu improvisació.
Al tercer moviment es desencadena una meravellosa rauxa bachiana a càrrec de les cordes. Està dividit en dues parts, que es repeteixen, al compàs de 12/8. Podem dir sense cap mena de dubte que és una de les composicions musicals més felices de tots els temps.